# Gaëtan de Rochebouët
Gaëtan de Grimaudet de Rochebouët, född den 16 mars 1813 i Angers, död den 23 februari 1899 i Paris, var en fransk militär och politiker.
Efter att 1831 ha avslutat sina studier vid École Polytechnique blev han officer och deltog som general i fältslagen under andra kejsardömet och i tysk-franska kriget. Han tjänstgjorde då under den senare presidenten i tredje republiken, marskalk Patrice de Mac-Mahon. 
I november 1877 bildade han som efterträdare till hertigen av Broglie ett övergångskabinett. Oppositionen såg dock i den nye premiärministern endast ett fogligt verktyg för presidenten och vägrade helt att samarbeta med Rochebouët. Hotet om att avvisa budgeten ledde till att Mac-Mahon redan i december 1877 entledigade premiärministern och kallade tillbaka den tidigare premiärministern Jules Dufaure.